# Chiesa di Nostra Signora del Canneto
La chiesa di Nostra Signora del Canneto - denominata storicamente anche come abbazia del Canneto - è un luogo di culto cattolico situato lungo l'antica strada per Badalucco nel comune di Taggia, in provincia di Imperia.

## Storia e descrizione
Situata lungo l'antica strada per Badalucco, la sua edificazione si sviluppò tra due balze; in origine esisteva infatti anche la sottostante chiesa di Sant'Anna.
Eretta molto probabilmente nel X secolo è frutto di diversi rimaneggiamenti nel corso dei secoli successivi, specie nel XII secolo. Dopo il riferimento all'abbazia benedettina di San Dalmazzo di Pedona (oggi Borgo San Dalmazzo nel cuneese) il titolo è passato ai domenicani.
L'interno della chiesa, ora rovinato, presenta un ciclo murale dipinto del 1547 dei pittori Giovanni Cambiaso, Luca Cambiaso e Francesco Brea.

## Galleria d'immagini

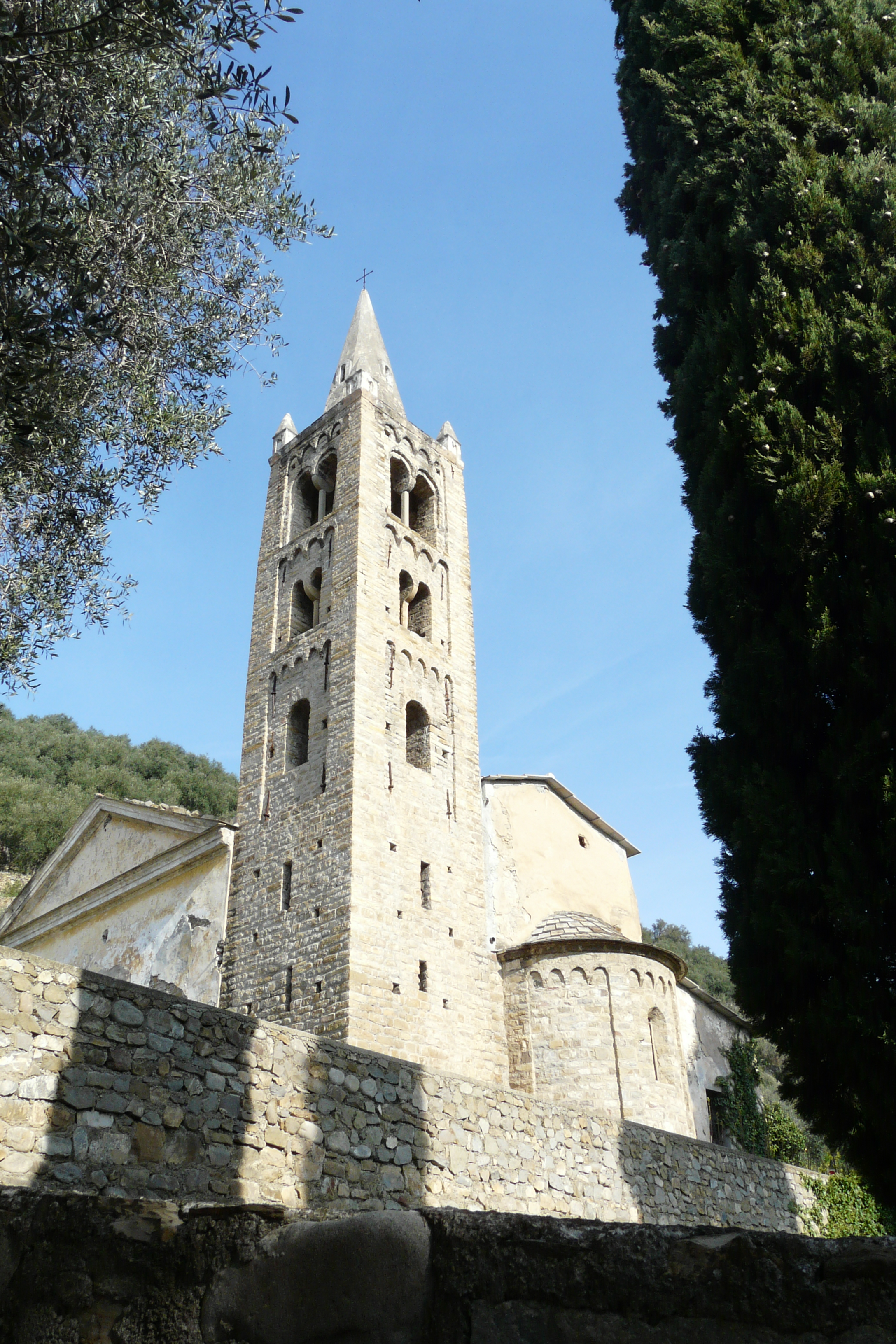
Il campanile e la zona absidale
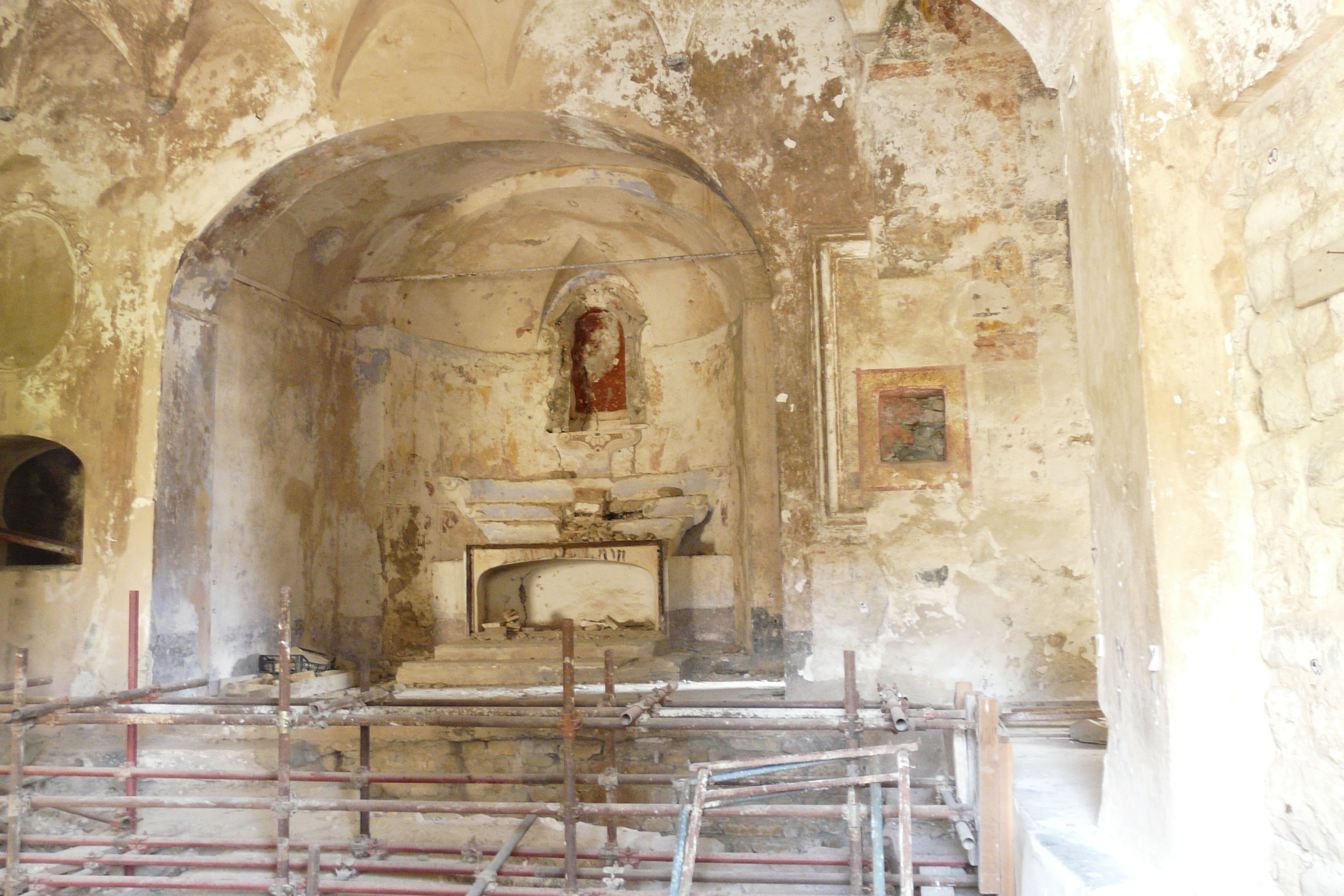
L'interno
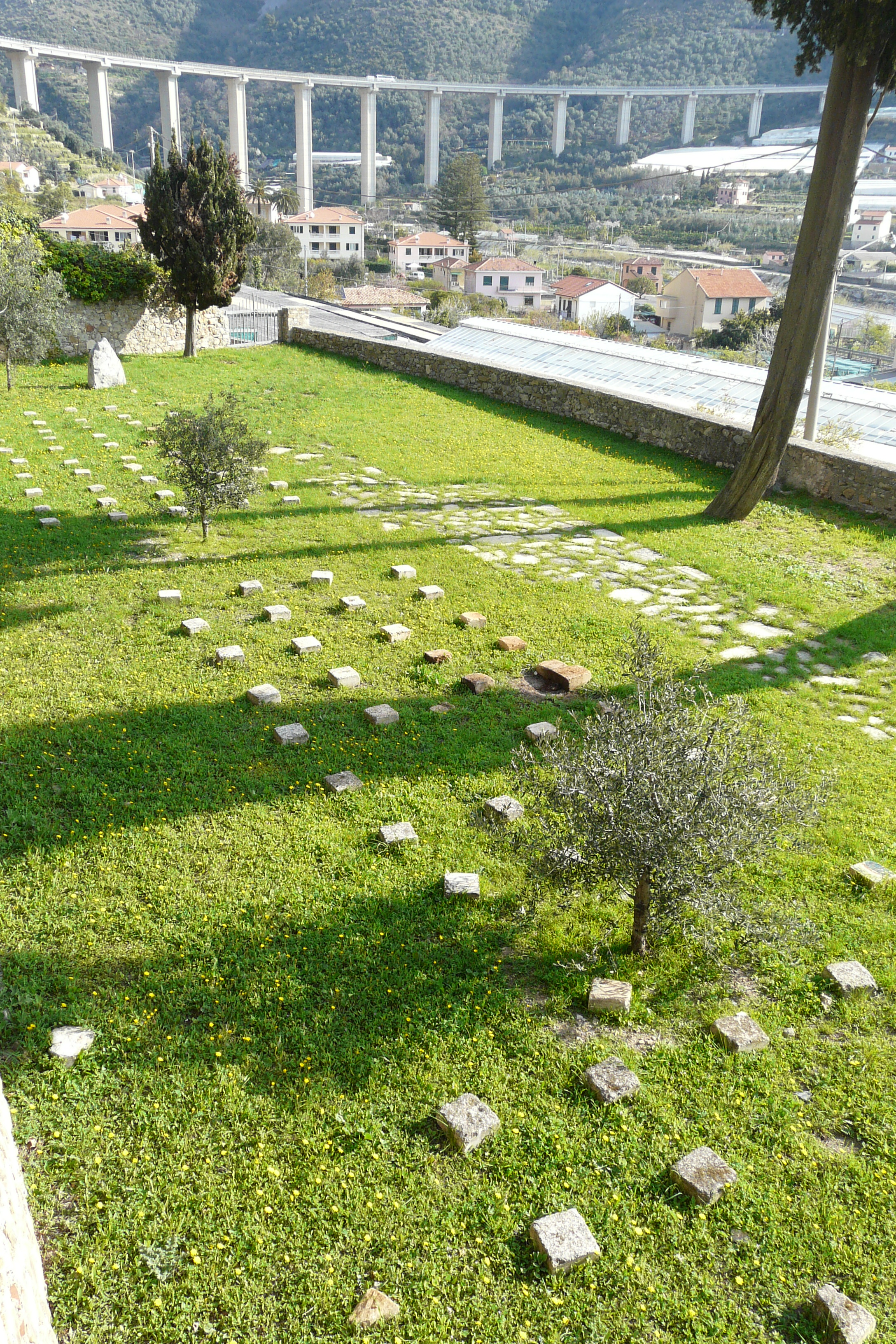
La fascia sottostante
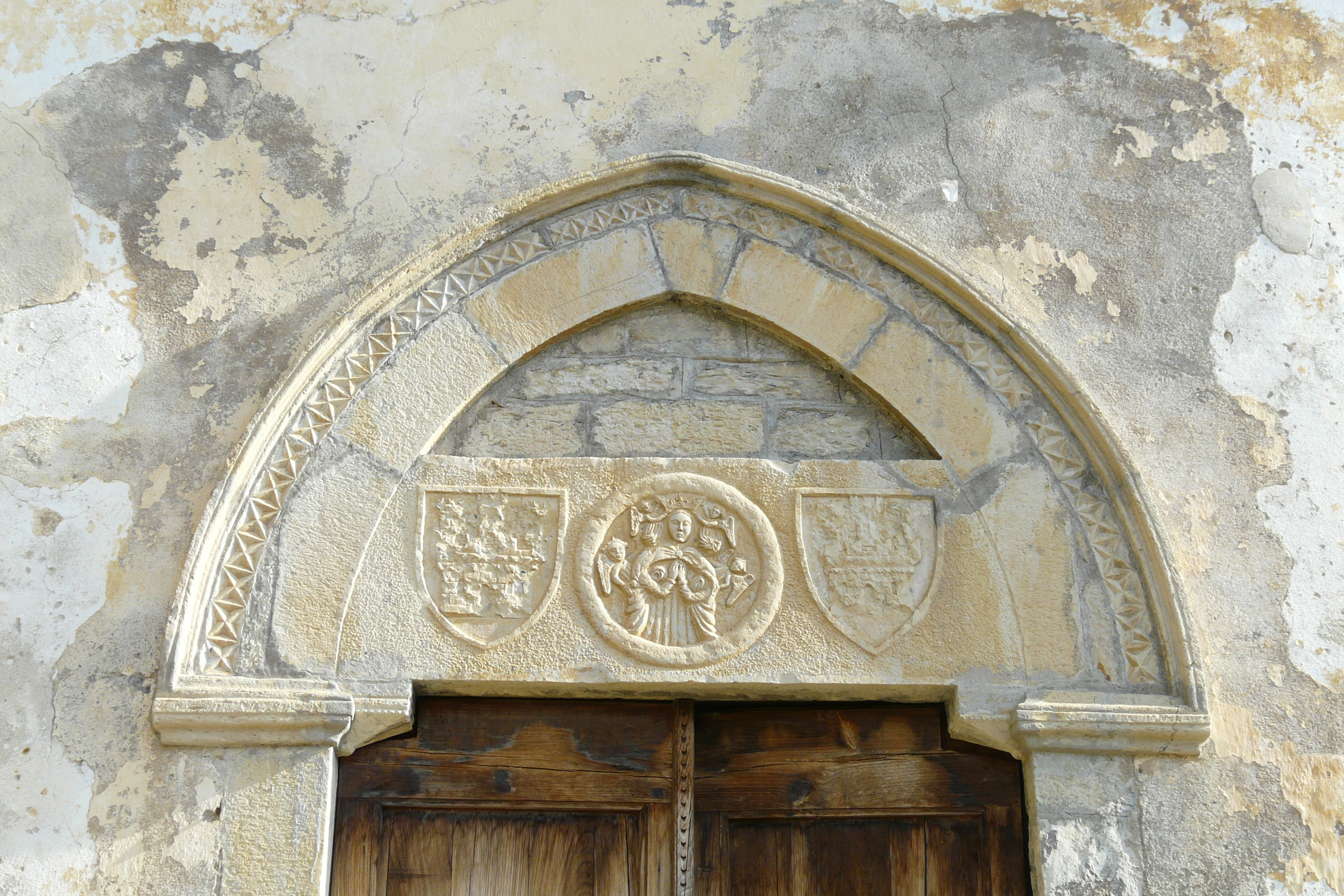
Particolare del portale